# Метод Хэра
Метод Хэйра — Нимейера (известный также как метод Гамильтона или метод наибольшего остатка) — метод определения количества мандатов, полученных партийным списком при пропорциональной избирательной системе. Метод назван по имени предложившего его британского юриста Томаса Хэйра и усовершенствовавшего его германского математика Хорста Фридриха Нимейера.
Данный метод предполагает следующий порядок распределения мандатов:
- Общее число голосов избирателей делится на общее число мандатов. Получившаяся величина именуется квотой Хэра.
- Число голосов, полученных каждым списком кандидатов, делится на квоту Хэра.
- Целая часть (до запятой) получившегося числа определяет количество мандатов, выделяемых каждому списку. Как правило, некоторое количество мандатов после этого остаются нераспределёнными.
- Следующий мандат передается тому списку, у которого в результате деления числа голосов на квоту Хэра оказался наибольший остаток (дробная часть после запятой). Так повторяется до тех пор, пока не окажутся распределены все мандаты.

Достоинство этого метода заключается в том, что число мандатов, которое получит любая партия, будет не меньше, чем «идеальное частное», округленное до меньшего целого, и не больше, чем «идеальное частное», округленное до большего целого.
Метод Хэра — Нимейера используется в России на выборах в Государственную Думу с 1993 года, а также использовался в большинстве выборов региональных парламентов до 2006 года. Квота Хэра в российских законах именуется первым избирательным частным.

## Примеры

### Общий пример
Избирается поселковый совет, состоящий из 15 депутатов. В результате голосования партийные списки кандидатов получили следующее количество голосов:
- партия А — 85
- партия Б — 190
- партия В — 310
- партия Г — 110
- партия Д — 235
- партия Е — 65
- партия Ж — 40

Таким образом, всего в голосовании участвовало 1035 избирателей. Квота Хэра — первое избирательное частное — составляет 1035 : 15 = 69.
Число голосов, полученное каждым списком, делится на избирательное частное:
- А — 85 : 69 = 1,23
- Б — 190 : 69 = 2,75
- В — 310 : 69 = 4,49
- Г — 105 : 69 = 1,59
- Д — 215 : 69 = 3,41
- Е — 65 : 69 = 0,94
- Ж — 40 : 69 = 0,58

Производится первичное распределение мандатов:
- А — 1
- Б — 2
- В — 4
- Г — 1
- Д — 3
- Е — 0
- Ж — 0

Распределены 11 мандатов из 15. Чтобы распределить оставшиеся 4, смотрим остаток от деления:
- А — 0,23
- Б — 0,75
- В — 0,49
- Г — 0,59
- Д — 0,41
- Е — 0,94
- Ж — 0,58

Наибольший остаток оказывается у списка Е, следом идут Б, Г и Ж. Этим спискам передаются оставшиеся нераспределёнными четыре мандата.
Общий итог:
- А — 1 (1+0)
- Б — 3 (2+1)
- В — 4 (4+0)
- Г — 2 (1+1)
- Д — 3 (3+0)
- Е — 1 (0+1)
- Ж — 1 (0+1).

### Пример повыборам в Государственную думу (2016)
Проголосовало 52 631 849 человек. Распределяется 225 мандатов по партийному списку. Процентный барьер, рекомендуемый ПАСЕ не более 3 %, в 2016 году в России составляет 5 %. Барьер 5 % преодолели 4 партии:
- партия «Единая Россия» — 28 527 828 голосов (54,20 % от общего количества проголосовавших)
- партия «КПРФ» — 7 019 752 голосов (13,34 % от общего количества проголосовавших)
- партия «ЛДПР» — 6 917 063 голосов (13,14 % от общего количества проголосовавших)
- партия «Справедливая Россия» — 3 275 053 голосов (6,22 % от общего количества проголосовавших).

Общее количество проголосовавших за 4 партии — 45 739 696 голосов. Квота Хэра составляет 45739696 : 225 = 203287,537 голоса.
Число голосов, полученное каждой партией, делится на квоту:
- партия «Единая Россия» — 28527828 / 203287,537 = 140,33 = 140 мандатов (62,22 % от общего количества мандатов)
- партия «КПРФ» — 7019752 / 203287,537 = 34,53 = 34 мандата
- партия «ЛДПР» — 6917063 / 203287,537 = 34,02 = 34 мандата (15,11 % мандатов)
- партия «Справедливая Россия» — 3275053 / 203287,537 = 16,11 = 16 мандатов (7,11 % мандатов).

Оставшийся нераспределённый мандат достаётся партии с большим остатком — «КПРФ» (всего 35 мандатов, 15,55 % мандатов). 4 926 961 голосов других партий (11,23 % проголосовавших, остальные 1,87 % — недействительные бюллетени) не учитываются при распределении мандатов.
Выводы комбинации применения метода Хэра и процентного барьера при распределении мандатов:
1. Процентное соотношение от общего количества проголосовавших играет роль только при преодолении процентного барьера.
2. Голоса, отданные за партии, не преодолевшие процентный барьер, не учитываются при распределении мандатов.
3. При распределении мандатов на партии ведущую роль играет полученное партией общее количество голосов.
Таким образом, при данных вводных ведение выборной игры сводится к следующим целям:
1. Преодоление процентного барьера и получение максимально большого количества голосов.
2. Уменьшение количества голосов у других партий, преодолевающих процентный барьер, например, создание спойлера, который сам не преодолеет процентный барьер.

## Сравнение с другими методами
| Список | Голоса | Хэр        | Хэр         | Друп       | Друп        | Хагенбах-Бишоф | Хагенбах-Бишоф | Империали    | Империали   | д’Ондт  | Сент-Лагю |
|        |        | деление    | мандаты     | деление    | мандаты     | деление        | мандаты        | деление      | мандаты     | мандаты | мандаты   |
| ------ | ------ | ---------- | ----------- | ---------- | ----------- | -------------- | -------------- | ------------ | ----------- | ------- | --------- |
| Всего  | 1035   | квота = 69 | 11 + 4 = 15 | квота = 65 | 12 + 3 = 15 | квота = 64,7   | 12 + 3 = 15    | квота = 60,9 | 14 + 1 = 15 | 15      | 15        |
| А      | 85     | 1,23       | 1 + 0 = 1   | 1,31       | 1 + 0 = 1   | 1,31           | 1 + 0 = 1      | 1,4          | 1 + 0 = 1   | 1       | 1         |
| Б      | 190    | 2,75       | 2 + 1 = 3   | 2,92       | 2 + 1 = 3   | 2,94           | 2 + 1 = 3      | 3,12         | 3 + 0 = 3   | 3       | 3         |
| В      | 310    | 4,49       | 4 + 0 = 4   | 4,77       | 4 + 1 = 5   | 4,79           | 4 + 1 = 5      | 5,09         | 5 + 0 = 5   | 5       | 4         |
| Г      | 110    | 1,59       | 1 + 1 = 2   | 1,69       | 1 + 1 = 2   | 1,70           | 1 + 1 = 2      | 1,81         | 1 + 0 = 1   | 1       | 2         |
| Д      | 235    | 3,41       | 3 + 0 = 3   | 3,62       | 3 + 0 = 3   | 3,63           | 3 + 0 = 3      | 3,86         | 3 + 1 = 4   | 4       | 3         |
| Е      | 65     | 0,94       | 0 + 1 = 1   | 1,00       | 1 + 0 = 1   | 1,00           | 1 + 0 = 1      | 1,07         | 1 + 0 = 1   | 1       | 1         |
| Ж      | 40     | 0,58       | 0 + 1 = 1   | 0,62       | 0 + 0 = 0   | 0,62           | 0 + 0 = 0      | 0,66         | 0 + 0 = 0   | 0       | 1         |